# Наньчан
Наньча́н (кит.: 南昌) — місто у Китаї, центр провінції Цзянсі на південному сході Китаю. У місті побудована найбільша у світі ланцюгова карусель. Є Зоопарк Наньчан.

## Географія
Знаходиться за 60 км від річки Янцзи, на річці Гань поблизу системи озер Поянху.

### Клімат

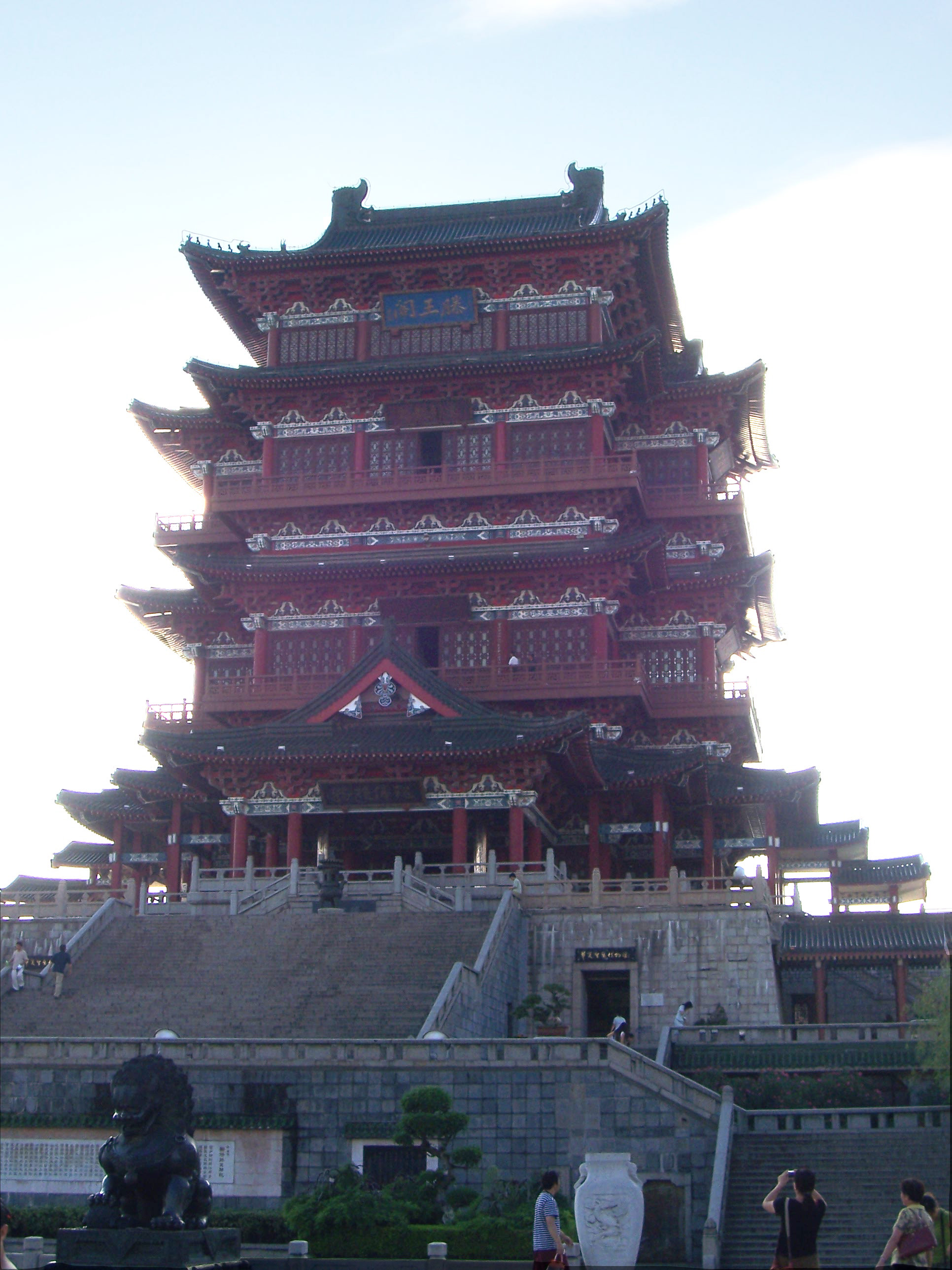
Павільйон Тенван

Місто знаходиться у зоні, котра характеризується вологим субтропічним кліматом. Найтепліший місяць — липень із середньою температурою 29.4 °C (85 °F). Найхолодніший місяць — січень, із середньою температурою 5.6 °С (42 °F).
| Клімат Наньчана         | Клімат Наньчана | Клімат Наньчана | Клімат Наньчана | Клімат Наньчана | Клімат Наньчана | Клімат Наньчана | Клімат Наньчана | Клімат Наньчана | Клімат Наньчана | Клімат Наньчана | Клімат Наньчана | Клімат Наньчана | Клімат Наньчана |
| Показник                | Січ.            | Лют.            | Бер.            | Квіт.           | Трав.           | Черв.           | Лип.            | Серп.           | Вер.            | Жовт.           | Лист.           | Груд.           | Рік             |
| Абсолютний максимум, °C | 21              | 27              | 32              | 32              | 33              | 37              | 45              | 38              | 40              | 35              | 30              | 25              | 45              |
| Середній максимум, °C   | 7               | 9               | 13              | 20              | 25              | 28              | 32              | 32              | 27              | 23              | 16              | 11              | 21              |
| Середня температура, °C | 5               | 7               | 11              | 17              | 22              | 26              | 29              | 29              | 25              | 20              | 13              | 8               | 17              |
| Середній мінімум, °C    | 2               | 4               | 8               | 14              | 19              | 22              | 26              | 26              | 21              | 16              | 10              | 4               | 15              |
| Абсолютний мінімум, °C  | −8              | −7              | 0               | 5               | 11              | 12              | 18              | 20              | 15              | 5               | 0               | −5              | −8              |
| Норма опадів, мм        | 50              | 100             | 160             | 230             | 280             | 290             | 130             | 110             | 70              | 50              | 50              | 40              | 1590            |
| ----------------------- | --------------- | --------------- | --------------- | --------------- | --------------- | --------------- | --------------- | --------------- | --------------- | --------------- | --------------- | --------------- | --------------- |
| Джерело: Weatherbase    |                 |                 |                 |                 |                 |                 |                 |                 |                 |                 |                 |                 |                 |

## Історія
Місто було засноване у 201 до н. е. під назвою Гань (кит. трад. 贛, спр. 赣, піньїнь: Gàn).
У 589 було перейменоване на Хунчжоу (洪州).
У 653 був побудований павільйон Тенван (кит. трад. 滕王閣, спр. 滕王阁, піньїнь: Téngwáng Gé, акад. тенван-ґе), про який у 675 написав Ван Бо (王勃) — відомий поет (647–675) у своїх віршах «Тенван-ґе сю». Павільйон багаторазово руйнували та відбудовували. 
1927 — Наньчанське повстання (南昌起义) комуністів проти Гоміньдану.

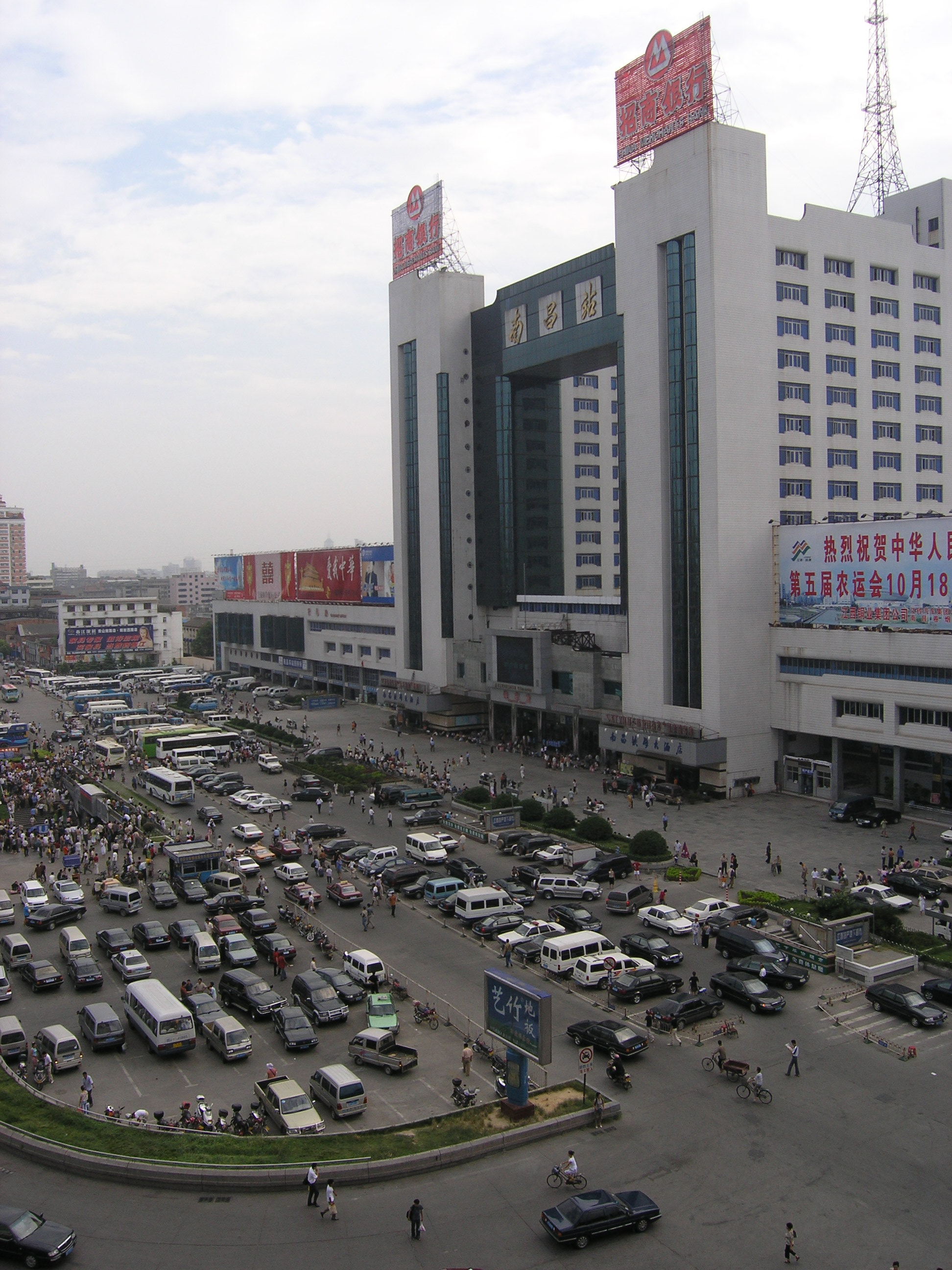
Центральний вокзал

1939 — Наньчанська операція.

## Транспорт
- Аеропорт Наньчан-Чанбей (南昌昌北国际机场)
- Пекін-Цзюлунська залізниця (京九铁路)
- Шанхай-Кунмінська залізниця (沪昆铁路)
- Наньчанський метрополітен